# 背风波

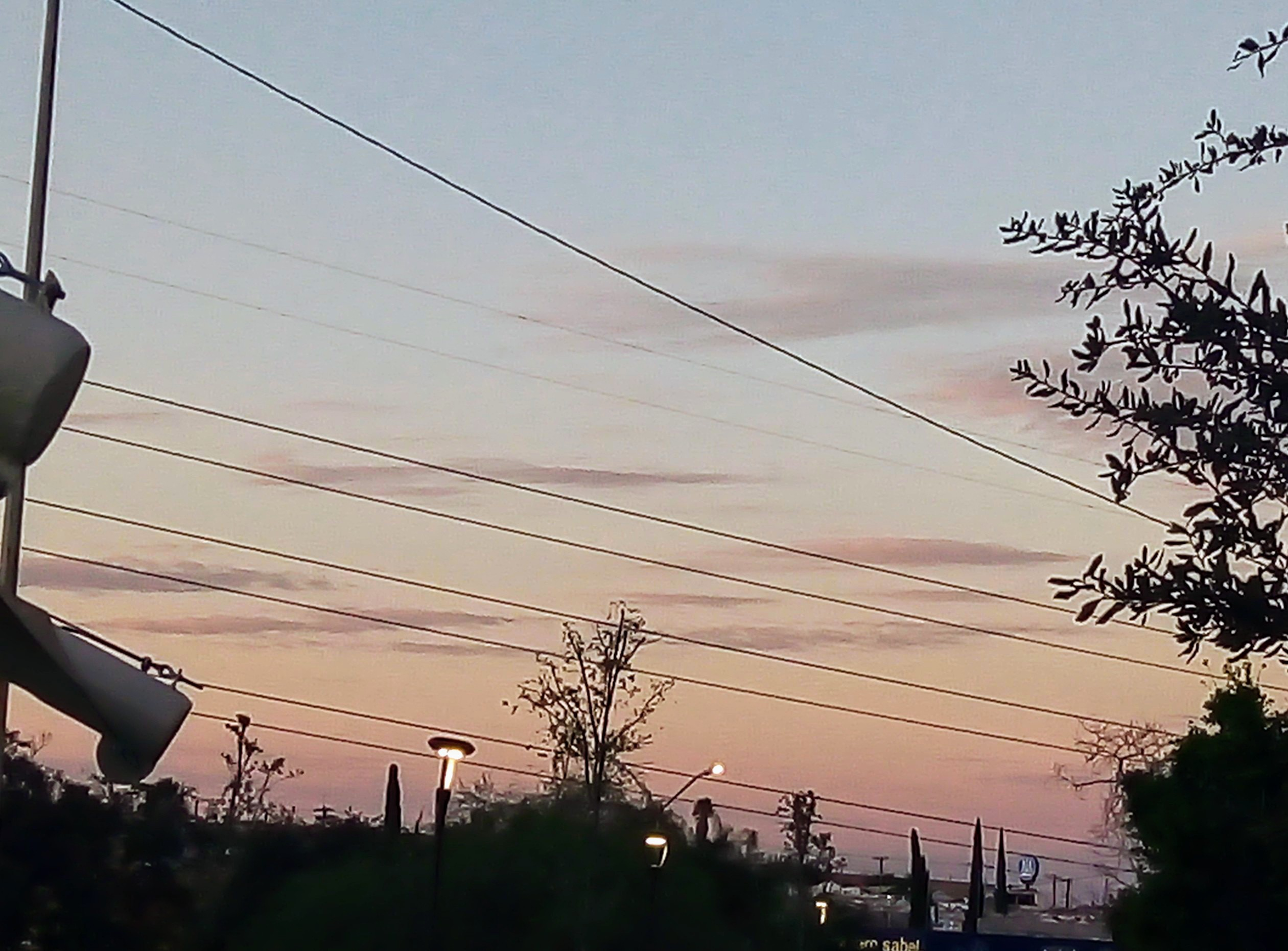
荚状云

在气象学中，背风波（英語：lee wave）是大气中的定态波。山岳波（英語：mountain wave）是背风波最常见的形式，是大气内部重力波。背风波是1933年由两名德国滑翔机飞行员汉斯·多伊奇曼和沃尔夫·希尔特在克尔科诺谢山上空发现的。